# Falsilatirus pacificus
Falsilatirus pacificus is een slakkensoort uit de familie van de Buccinidae. De wetenschappelijke naam van de soort is voor het eerst geldig gepubliceerd in 1988 door Emerson & Moffitt.